# Alexander Borissowitsch Popow
Alexander Borissowitsch Popow (russisch Александр Борисович Попов; * 17. November 1959 in Krasnojarsk) ist ein ehemaliger sowjetischer Gewichtheber.

## Karriere
Popows erster Auftritt war seine einzige Weltmeisterschaft 1983 in Moskau. Er startete im 1. Schwergewicht bis 100 kg und belegte den zweiten Platz hinter seinem Landsmann Pawel Kusnezow. Da beide 422,5 kg im Zweikampf erzielten, entschied lediglich Popows höheres Körpergewicht. Bei den Einzelmedaillen konnte Popow Gold im Reißen und Silber im Stoßen gewinnen.
Popow nahm danach zwar an keiner Weltmeisterschaft mehr teil, konnte aber bei Europameisterschaften mehrere Medaillen gewinnen. Bei der EM 1986 in Karl-Marx-Stadt hob er insgesamt 397,5 kg und wurde damit Zweiter hinter Nicu Vlad mit 417,5 kg.
Zur Europameisterschaft 1988 in Cardiff hatte Popow wieder seine alte Form erreicht und gewann Silber mit 422,5 kg im Zweikampf. Auch hier entschied nur das Körpergewicht über die Platzierung. Ebenfalls 1988 stellte Popow seinen einzigen Weltrekord auf. Im Stoßen bewältigte er 242,5 kg in der Klasse bis 100 kg.
Mit dieser Leistung war er für die Olympischen Spiele 1988 in Seoul klar unter die Favoriten zu rechnen, doch aus ungeklärten Gründen trat Popow mit 103,45 kg Körpergewicht im 2. Schwergewicht bis 110 kg an, wo seine Leistung von 420,0 kg nur für den 5. Platz reichte. Im 1. Schwergewicht hätte diese Leistung die Silbermedaille hinter Kusnezow und vor Vlad bedeutet.
Nach mehrjähriger Wettkampfpause nahm Popow 1993, nun unter der Flagge von Russland und in der neuen Klasse bis 108 kg, an der Europameisterschaft in Sofia teil. Dort belegte er mit 417,5 kg den dritten Platz hinter Timur Tajmasow und Ronny Weller. Außerdem konnte er Gold im Stoßen gewinnen.
Die Europameisterschaft 1994 in Sokolov war Popows letzter internationaler Wettkampf. Zwar konnte er im Reißen und somit auch im Zweikampf keine Wertung erzielen, seine Leistung von 220,0 kg im Stoßen reichte jedoch für die Bronzemedaille.

## Bestleistungen
- Reißen: 187,5 kg in der Klasse bis 100 kg 1983 bei der WM in Moskau.
- Stoßen: 242,5 kg in der Klasse bis 100 kg 1988 in Tallinn.
- Zweikampf: 422,5 kg (187,5/235,0 kg) in der Klasse bis 100 kg 1983 bei der WM in Moskau.